# IJsklasse

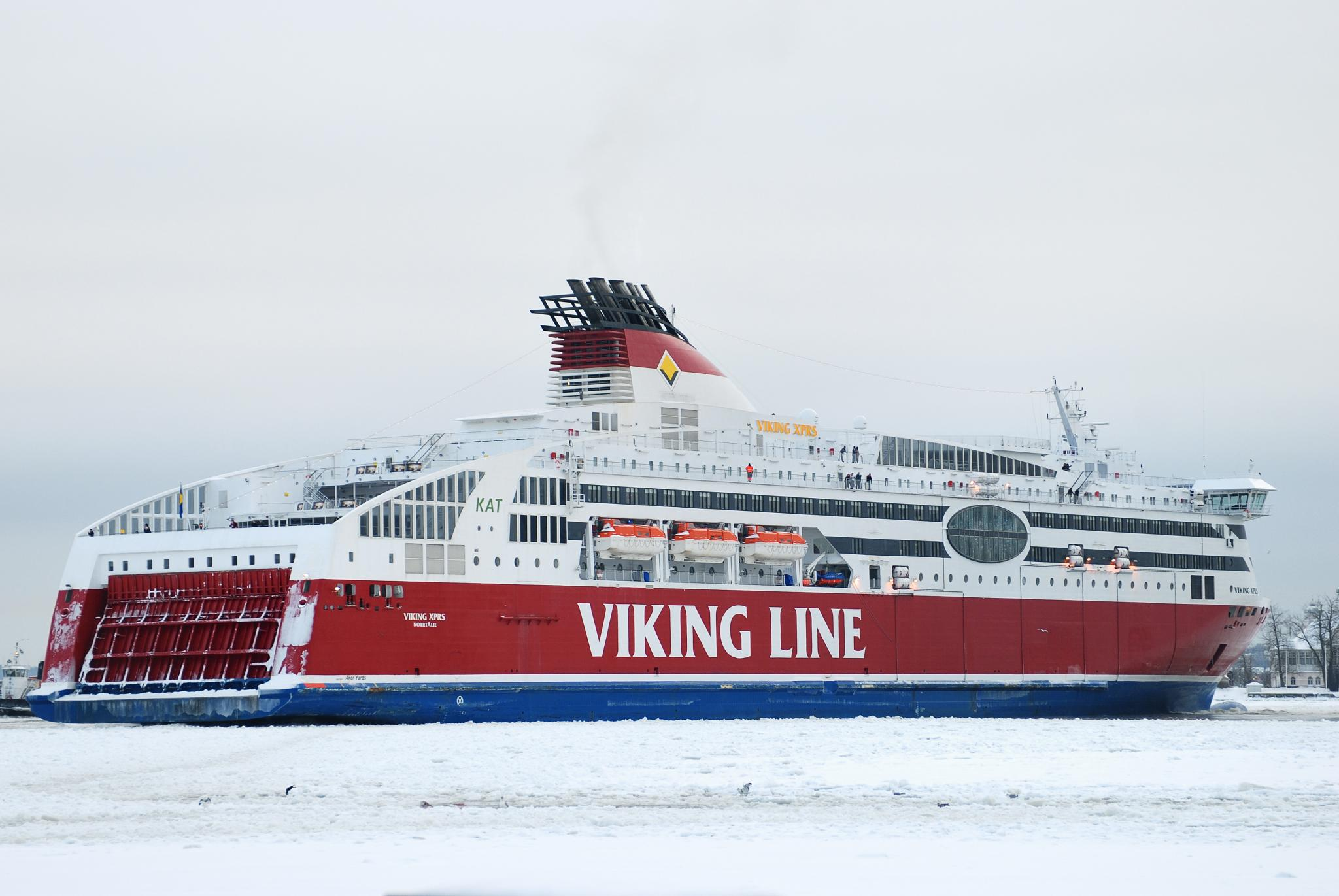
De Viking XPRS in de haven van Helsinki. Het schip heeft ijsklasse 1A Super

IJsklasse is een notatie om aan te geven in hoeverre een schip kan varen in bepaalde ijscondities. Hierbij worden eisen gesteld aan sterkte, rompvorm en motorvermogen. De ijsklasse wordt aangegeven in de klassenotatie.

## Verschillende klassen
Er zijn verschillende ijsklassen die door de tijd in verschillende regio's tot stand zijn gekomen. De eerste regelgeving werd opgesteld in de jaren 1930 door de Zweedse overheid. Dit werd later de Fins-Zweedse classificatie (FSICR) die opgesteld is voor ijscondities in de Oostzee. De belangrijkste classificatiebureaus volgden de Fins-Zweedse indeling van ijsklassen en ontwikkelden hun eigen eisen. In 1972 stelde Canada de Arctic Shipping Pollution Prevention Regulations (ASPPR) op waarin ijsklassen werden vastgesteld voor de Noordwestelijke Doorvaart. Voor de Noordelijke Zeeroute en de Zee van Ochotsk zijn door de Russische autoriteiten ijsklassen vastgesteld. Ook voor inlands gelegen wateren als de Grote Meren en de Kaspische Zee geldt regelgeving.
Buiten de territoriale wateren kunnen de autoriteiten echter geen eisen stellen. Rond Antarctica kon dan ook zonder ijsklasse gevaren worden. Sinds de invoering van de Polar-code per 1 januari 2017 echter niet meer: alle schepen die in de Arctische en Antarctische gebieden willen werken, zoals gedefinieerd in de Polar-code, moeten voldoen aan de code. Ten zuiden van 60° zuiderbreedte en grotendeels ten noorden van 60° noorderbreedte moeten schepen voldoen aan de regelgeving en dus ook een ijsklasse hebben.
| Fins-Zweedse classificatie | Poolklasse (IACS) | ASPPR (1972) | ABS        | BV       | DNV       | GL | LR    | NK       | RINA | RS (1995) | RS (1999) | KR  | CCS | IJscondities                         | Stootlimieten        |
| -------------------------- | ----------------- | ------------ | ---------- | -------- | --------- | -- | ----- | -------- | ---- | --------- | --------- | --- | --- | ------------------------------------ | -------------------- |
|                            |                   |              |            |          | IJsbreker |    |       |          |      |           |           |     |     | Meerjarig ijs met glaciale inclusies | Herhaaldelijk stoten |
|                            | PC 1              | CAC1         | PC 1       |          | POLAR-30  |    | AC3   |          |      | LL1       | LU9       |     |     | Eerstejaars-ijs met ijsruggen        | Incidenteel stoten   |
|                            | PC 2              | CAC1         | PC 1       |          | POLAR-20  |    | AC2   |          |      | LL2       | LU8       |     |     | Eerstejaars-ijs met ijsruggen        | Incidenteel stoten   |
|                            | PC 3              | CAC3         | PC 3       |          | POLAR-10  |    | AC1.5 |          |      | LL3       | LU7       |     |     | Eerstejaars-ijs met ijsruggen        | Incidenteel stoten   |
|                            | PC 3              | CAC3         | PC 3       |          | ICE-15    |    | AC1.5 |          |      | LL3       | LU7       |     |     | Eerstejaars-ijs met ijsruggen        | Niet stoten          |
|                            | PC 4              | CAC4         | PC 4       |          | ICE-10    |    | C1    |          |      | LL4       | LU6       |     |     | Eerstejaars-ijs met ijsruggen        | Niet stoten          |
|                            | PC 5              | CAC4         | PC 5       |          | ICE-05    |    | C1    |          |      | LL4       | LU6       |     |     | Eerstejaars-ijs met ijsruggen        | Niet stoten          |
|                            |                   |              |            |          | ICE-1A*F  |    |       |          |      |           |           |     |     | 1 m ijsdikte                         | Niet stoten          |
| 1A Super                   | PC 6              | A            | 1AA / PC 6 | 1A SUPER | ICE-1A*   | E4 | 1AS   | 1A Super | 1AS  | UL / ULA  | LU5       | ISS | B1  | 1 m ijsdikte                         | Niet stoten          |
| 1A                         | PC 7              | B            | 1A / PC 7  | 1A       | ICE-1A    | E3 | 1A    | 1A       | 1A   | L1        | LU4       | IS1 | B1  | 0,8 m ijsdikte                       | Niet stoten          |
| 1B                         |                   | C            | 1B         | 1B       | ICE-1B    | E2 | 1B    | 1B       | 1B   | L2        | LU3       | IS2 | B2  | 0,6 m ijsdikte                       | Niet stoten          |
| 1C                         |                   | D            | 1C         | 1C       | ICE-1C    | E1 | 1C    | 1C       | 1C   | L3        | LU2       | IS3 | B3  | 0,4 m ijsdikte                       | Niet stoten          |
| Categorie II               |                   | E            | D0         | 1D       | ICE-C     | E  | 1D    | 1D       | 1D   | L4        | LU1       | IS4 | B   |                                      | Niet stoten          |